# Wangjiangxiang (ort i Kina, Shaanxi, lat 33,13, long 107,12)
Wangjiangxiang är en ort i Kina. Den ligger i provinsen Shaanxi, i den nordvästra delen av landet, omkring 210 kilometer sydväst om provinshuvudstaden Xi'an. Antalet invånare är 7 821. Befolkningen består av 3 914 kvinnor och 3 907 män. Barn under 15 år utgör 17,0 %, vuxna 15-64 år 70 %, och äldre över 65 år 12,0 %.
Runt Wangjiangxiang är det ganska tätbefolkat, med 166 invånare per kvadratkilometer. Närmaste större samhälle är Hanzhongshi, 11,4 km sydväst om Wangjiangxiang. Trakten runt Wangjiangxiang består till största delen av jordbruksmark.
Genomsnittlig årsnederbörd är 1 044 millimeter. Den regnigaste månaden är juli, med i genomsnitt 226 mm nederbörd, och den torraste är december, med 2 mm nederbörd.